# 中国蒙古族

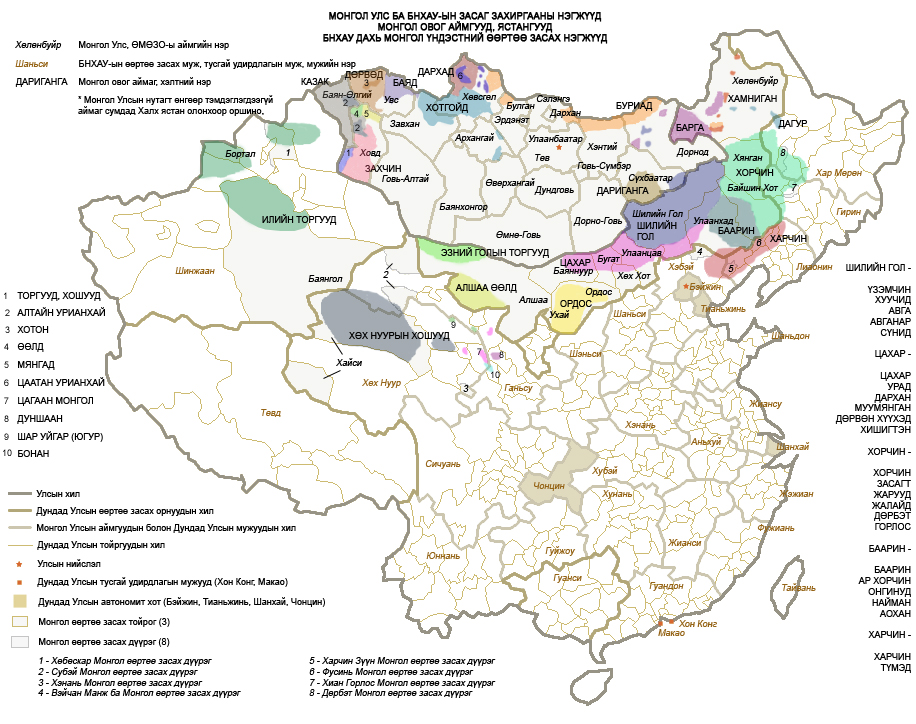
蒙古族在蒙古國和中国的分布。

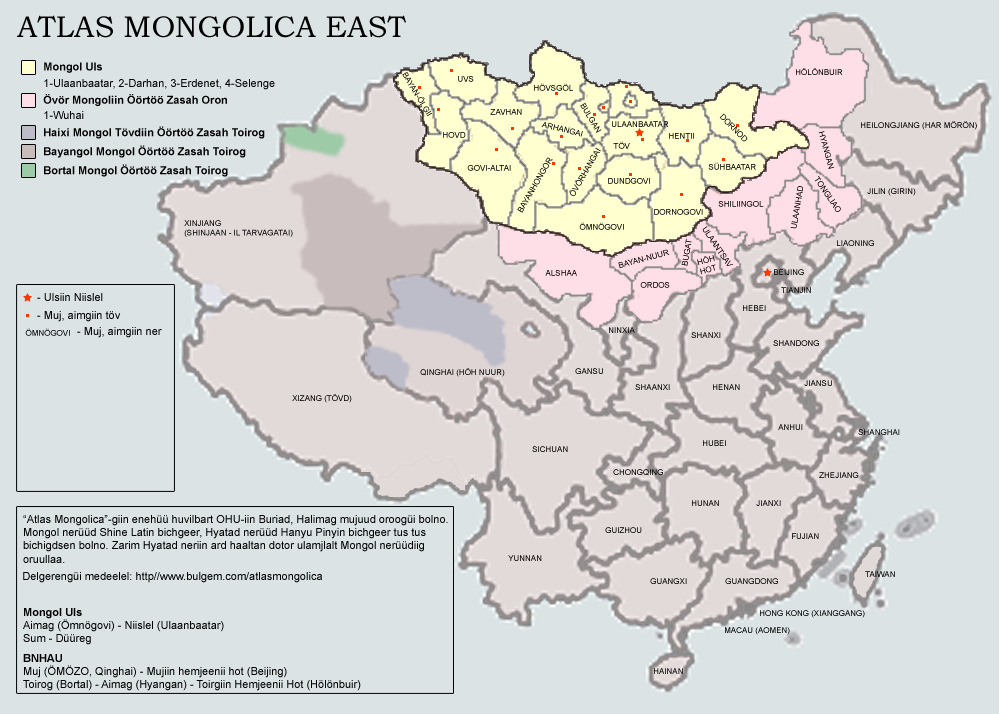
蒙古國和中国的蒙古族自治地方

蒙古族是中华人民共和国认定的56个少數民族之一，为居住在今中華人民共和國境內的蒙古族。人口约600万，主要生活在内蒙古自治区，东北三省，新疆维吾尔族自治区等地。
中國一些未識別民族如使用蒙古語分支的卫拉特（俄罗斯将卡爾梅克人独立识别）和布里亞特人以及使用突厥語的圖瓦人和阿爾泰人也被政府登記為蒙古族。

## 人口

### 历年人口
| 时间                 | 人口/万（精确到小数点后两位） |
| -------------------- | ----------------------------- |
| 1953年第一次人口普查 | 146.30                        |
| 1964年第二次人口普查 | 196.58                        |
| 1990年第四次人口普查 | 480.68                        |
| 2000年第五次人口普查 | 581.39                        |
| 2010年第六次人口普查 | 598.18                        |
| 2020年第七次人口普查 | 629.02                        |

### 人口分布
按省级行政区：
1. 68.72%: 内蒙古自治区
2. 11.52%: 辽宁省
3. 2.96%: 吉林省
4. 2.92%: 河北省
5. 3.7%: 新疆维吾尔自治区
6. 2.43%: 黑龙江省
7. 1.48%: 青海省
8. 1.41%: 河南省

- 5.98%: 中国其他地区

除内蒙古自治区以外，蒙古族在中国还有不少自治州、自治县，乃至民族乡。
3个自治州:
- 海西蒙古族藏族自治州
- 巴音郭楞蒙古自治州
- 博尔塔拉蒙古自治州

8个自治县:
- 围场满族蒙古族自治县（河北承德市）
- 阜新蒙古族自治县（辽宁阜新市）
- 喀喇沁左翼蒙古族自治县（辽宁朝阳市）
- 前郭尔罗斯蒙古族自治县（吉林松原市）
- 杜尔伯特蒙古族自治县（黑龙江大庆市）
- 肃北蒙古族自治县（甘肃酒泉市）
- 河南蒙古族自治县（青海黄南州）
- 和布克赛尔蒙古自治县（新疆伊犁州）

1个民族乡：
- 兴蒙蒙古族乡（云南玉溪市通海县）

## 现况
雖然是以蒙古為名的自治區，內蒙古自治區裡面只有17%人口是蒙古族，有將近八成的人是漢族。此外，在中國大陸並不是所有蒙古族都會講蒙古語，在1980年代初期，有些以前登記為漢族的人可以聲稱祖父母為蒙古族，而將他們的註冊更改為蒙古族，但他們大多數不屬於蒙古社會圈子，幾乎沒有人會講蒙古語。而本來就登記為蒙古族的人也不是全部都會說蒙古語，長期以來使用人口逐步下降，許多蒙古語學校關閉或轉型。1988年為止，據估計有近80%的蒙古族以蒙古語為母語。目前這一比例下降到大約60%。隨著蒙古族與漢族通婚的增加，如今有40%的婚姻是與漢族伴侶締結的，在這類家庭中也較難使用蒙古語。不過，在大部分蒙古族社區多為同族婚姻，和異族通婚的很少，蒙漢通婚的大部份是在城市或非蒙古族社區。

## 其他民族
明清时代有多支信仰伊斯兰教的蒙古回回，今仅有阿拉善盟的蒙古回回仍属蒙古族。此外，还有一些民族的语言属于蒙古语系，但这些蒙古语族群并未被中華人民共和國政府纳入蒙古族。
- 达斡尔族（内蒙古自治區，多信奉薩滿教）
- 土族（青海省、甘肃省，多信奉藏傳佛教及土族民間信仰）
- 托茂人（蒙古回回一支，在青海省，归属于回族，并与回族同化）
- 康家人（在青海省，归属于回族）
- 东乡族（清代称东乡回、蒙古回回等，在甘肃省，主要信奉伊斯蘭教）
- 保安族 （甘肃省，主要信奉伊斯蘭教）
- 少部分裕固族（甘肃省，但大部分裕固族的語言属于突厥語族，裕固族本身并不属于蒙古族，多信奉藏傳佛教）

## 著名人物
- 僧格林沁 清朝王爷
- 乌兰夫 政治家
- 李四光 地质学家
- 清格爾泰 学者
- 杨石先 化学家，南开大学前校长
- 萨本茂 中国人民解放军海军高级工程师
- 斯琴高娃 演员
- 孟克·巴特尔 篮球运动员
- 乌日古木拉 足球运动员
- 鲍喜顺 巨人
- 腾格尔 艺人
- 韩磊 歌手
- 王立军 高級警官
- 白岩松 著名媒体人、主持人
- 布仁巴雅尔 歌手
- 乌云其木格 第十一届全国人大常委会副委员长
- 傅莹 中华人民共和国外交部副部长
- 张小平 拳击手
- 薩頂頂 歌手
- 贾拉森 活佛、学者
- 廷懋
- 奎璧
- 張宏杰:作家
- 乌尔善 電影導演
- 王李丹妮 演员
- 巴森 演员
- 蒼國來 相撲力士
- 纳森乌日塔（又名“纳森”） 中国中央电视台新闻节目主持人
- 阿雲嘎 音樂劇演員及歌手

## 扩展阅读
- Human Rights in China: China, Minority Exclusion, Marginalization and Rising Tensions, London, Minority Rights Group International, 2007